# دودمان لوکزامبورگ

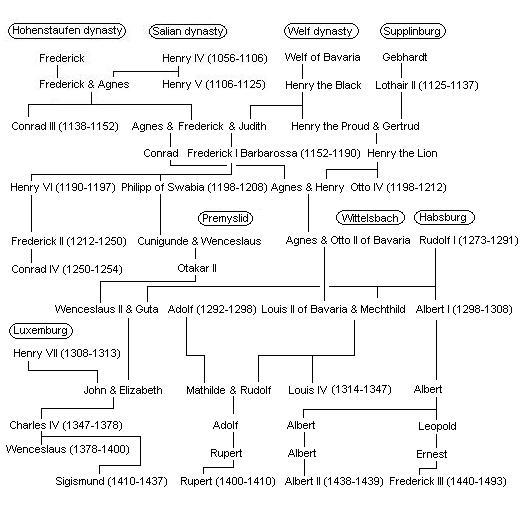
نمایی از شجره‌نامهٔ دودمان سلطنتی لوکزامبورگ

خاندان لوکزامبورگ (فرانسوی: Maison de Luxembourg؛ چکی:Lucemburkové) نام یک خاندان سلطنتی متاخر قرون وسطایی در اروپا بود. اعضای این خاندان از ۱۳۰۴ تا ۱۴۳۷ عناوین پادشاه رومن‌ها، امپراتور مقدس روم، پادشاه مجارستان و پادشاه بوهم را دارا بودند. 
خاندان لوکزامبورگ در اصل انشعابی از «خاندان لیمبورگ» بودند.

## چهره‌های سرشناس
- هاینریش هفتم (۱۲۷۵-۱۳۱۳ میلادی) پادشاه رومن‌ها
- یان (۱۲۹۶-۱۳۴۶)؛ تنها پسر هاینریش
- کارل چهارم (۱۳۱۳-۱۳۷۸)؛ بزرگترین پسر یان
- ونتسل چهارم پادشاه بوهم (۱۳۶۱-۱۴۱۹)؛ بزرگترین پسر زندهٔ کارل
- زیگیزموند، امپراتور مقدس روم (۱۳۶۸-۱۴۳۷)؛ کوچکترین پسر کارل
- ژاکت دو لوکزامبورگ (۱۴۱۵/۱۴۱۶-۱۴۷۲)؛ مادر الیزابت وودویل
- الیزابت بوهمی تنها فرزند زیگیزموند